# Fricativa lateral velar expressa
A fricativa lateral velar expressa é um fonema muito raro que pode ser encontrado em Archi, uma língua do nordeste do Cáucaso do Daguestão, na qual é claramente uma fricativa, embora mais avançada do que velares na maioria das línguas, e pode ser melhor chamada de pré-velar. Archi também tem várias fricativas mudas e africadas mudas e ejetivas no mesmo local de articulação.
O AFI não tem nenhum símbolo dedicado para este som, mas pode ser transcrito como uma aproximante lateral velar elevada, ⟨ʟ̝⟩.

## Características
- Sua forma de articulação é fricativa, ou seja, produzida pela constrição do fluxo de ar por um canal estreito no local da articulação, causando turbulência.[2]
- Seu local de articulação é velar, o que significa que se articula com a parte posterior da língua (dorso) no palato mole.[2]
- Sua fonação é expressa, o que significa que as cordas vocais vibram durante a articulação.[2]
- É uma consoante oral, o que significa que o ar só pode escapar pela boca.[2]
- É uma consoante lateral, o que significa que é produzida direcionando o fluxo de ar para os lados da língua, em vez de para o meio.[2]
- O mecanismo da corrente de ar é pulmonar, o que significa que é articulado empurrando o ar apenas com os pulmões e o diafragma, como na maioria dos sons.[2]

## Ocorrência
| Língua | Palavra              | AFI | Notas |
| ------ | -------------------- | --- | --- |
| Nii    | [exemplo necessário] |     | Ocorre como um alofone intervocálico de /ʟ̝̊/ em Nii e talvez em algumas línguas Wahgi relacionadas da Nova Guiné. |